# Equipe italiana na Copa Davis
A equipe italiana na Copa Davis representa a Itália na Copa Davis, principal competição de tênis masculina por equipes do mundo. É administrada pela Federazione Italiana Tennis e Padel.
Conquistou dois títulos.

## Última escalação
Pela fase de grupos do Finals, em setembro de 2023.
- Matteo Arnaldi
- Simone Bolelli
- Lorenzo Musetti
- Lorenzo Sonego
- Andrea Vavassori